# NGC 2209
NGC 2209 је расејано звездано јато у сазвежђу Трпеза које се налази на NGC листи објеката дубоког неба.
Деклинација објекта је - 73° 50' 16" а ректасцензија 6h 8m 33,5s. Привидна величина (магнитуда) објекта NGC 2209 износи 13,2 а фотографска магнитуда 13,6. NGC 2209 је још познат и под ознакама ESO 34-SC6.